# گروه پانزده

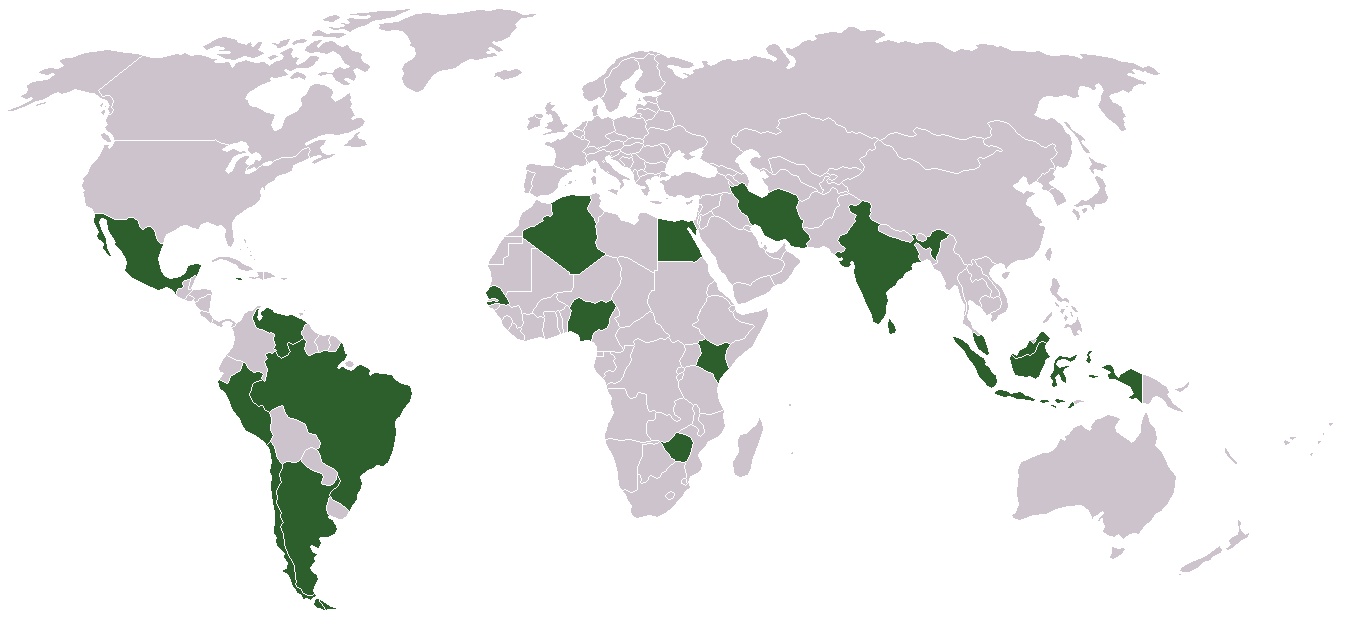
اعضای گروه ۱۵

گروه پانزده (به انگلیسی: G 15) در سپتامبر سال ۱۹۸۹ تشکیل شد و مجموعه‌ای از کشورهای در حال توسعه است.
ایران، الجزایر، آرژانتین، برزیل، شیلی، کلمبیا، مصر، اندونزی، جامائیکا، کنیا، مالزی، مکزیک، نیجریه، پاکستان، سنگال، سریلانکا، ونزوئلا و زیمبابوه از اعضای این گروه هستند.
گروه ۱۵ در نهمین نشست غیرمتعهدها در بلگراد، در سپتامبر ۱۹۸۹ تأسیس شد. این گروه برای پیشبرد همکاری و فراهم‌آوردن ورودی برای دیگر گروه‌های بین‌المللی چون سازمان تجارت جهانی و گروه هشت کشور صنعتی تأسیس شد. این گروه از کشورهایی از آمریکای شمالی، جنوبی، آفریقا و آسیا با هدف افزایش رشد و شکوفایی تشکیل شده است. تعداد اعضای G ۱۵ به هیجده عضو افزایش یافته ولی نام گروه همچنان گروه پانزده است.
اولین اجلاس گروه ۱۵ در مالزی برگزار شد و همزمان اعضا بیانیه‌هایی در مورد سیاست‌های اقتصاد بین‌الملل از دیدگاه کشورهای در حال توسعه صدر کردند. با این کار گروه ۱۵، همتای در حال توسعه‌ای برای گروه هفت به حساب می‌آمد.
کشورهای عضو این گروه، ۶ درصد مساحت و ۳۴ درصد جمعیت کل جهان، ۱۷ درصد حجم مبادلات تجاری، ۱۲ درصد تولید انرژی برق، ۲۸ درصد تولید نفت، ۱۸ درصد تولید گاز و ۲۹ درصد ذخایر ثابت طبیعی در جهان را دارا هستند.
ریاست کنونی گروه ۱۵ در شهریور ماه سال ۱۳۸۵ و در هاوانا پایتخت کوبا از کشور الجزایر به ایران واگذار شد. چهاردهمین نشست این گروه در سال ۲۰۱۰ به میزبانی ایران در تهران برگزار شد.

## ایران در گروه جی پانزده
ایران در سال ۱۳۷۸(۱۹۹۹) در جلسات گروه ۱۵ در ژنو حضور یافت.
نمایندگان کلیه کشورهای عضو جلسات کارشناسی را در ژنو برگزار می‌کنند و سفرای این کشورها در ژنو، نمایندگان دائمی کشورهایشان برای بررسی مسائل و تنظیم دستور جلسات هستند.
ایران از سال ۷۸ درخواست عضویت گروه ۱۵ را ارائه داد و در مرحله اول به عنوان عضو ناظر پذیرفته شد و پس از آن ایران در سال ۲۰۰۰ به عضویت دائم گروه ۱۵ درآمد.

## اعضا
- الجزایر
- لیبی
- آرژانتین
- برزیل
- کلمبیا
- شیلی
- ایران
- مالزی
- مصر
- نیجریه
- سنگال
- سری‌لانکا
- مکزیک
- ونزوئلا